# Gabrska jama
Gabrska jama je kraška jama, ki leži neposredno pod vasjo Gabrje, Novo mesto na jugovzhodnem obrobju Slovenije, v obnožju Gorjancev. Zaradi svojih geomorfoloških značilnosti je uvrščena med naravne vrednote državnega pomena in je zaščitena kot naravni spomenik.

## Geografska lega in značilnosti:
Gabrska jama se odprta na južnem pobočju Gorjancev, neposredno pod vasjo Gabrje (KS Gabrje–Jugorje). Jama je dolga in globoka približno 70 m ter predstavlja pomemben primer kraške geomorfologije v regiji. V notranjosti so vidni različni kraški pojavi, kot so stebri, kapnike in manjše dvorane.

## Varstvo in pomen:
Gabrska jama je bila razglašena za naravni spomenik z občinskim odlokom o razglasitvi naravnih znamenitosti in nepremičnih kulturnih ter zgodovinskih spomenikov v občini Novo mesto. Kot geomorfološka podzemeljska naravna vrednota državnega pomena je vključena v občinski prostorski načrt, ki določa varstvene ukrepe za njeno ohranjanje. Za vsak poseg v njeno okolico je potrebno soglasje Zavoda Republike Slovenije za varstvo narave.

## Turistični in izobraževalni pomen:
Območje Gabrja v obnožju Gorjancev je priljubljena destinacija za pohodnike in ljubitelje narave. Poleg Gabrske jame so v bližini tudi druge zanimivosti, na primer Šumeči potok, Gabrski vintgar, izvir Gospodična in cerkev sv. Janeza Krstnika na Gorjancih. [Jama]] ponuja možnosti za izobraževalne oglede ter geomorfološke raziskave. Gabrska jama je zelo nenavaden kraški pojav za ta del slovenije